# Vibrissomyia notata
Vibrissomyia notata là một loài ruồi trong họ Tachinidae.